# Vltava

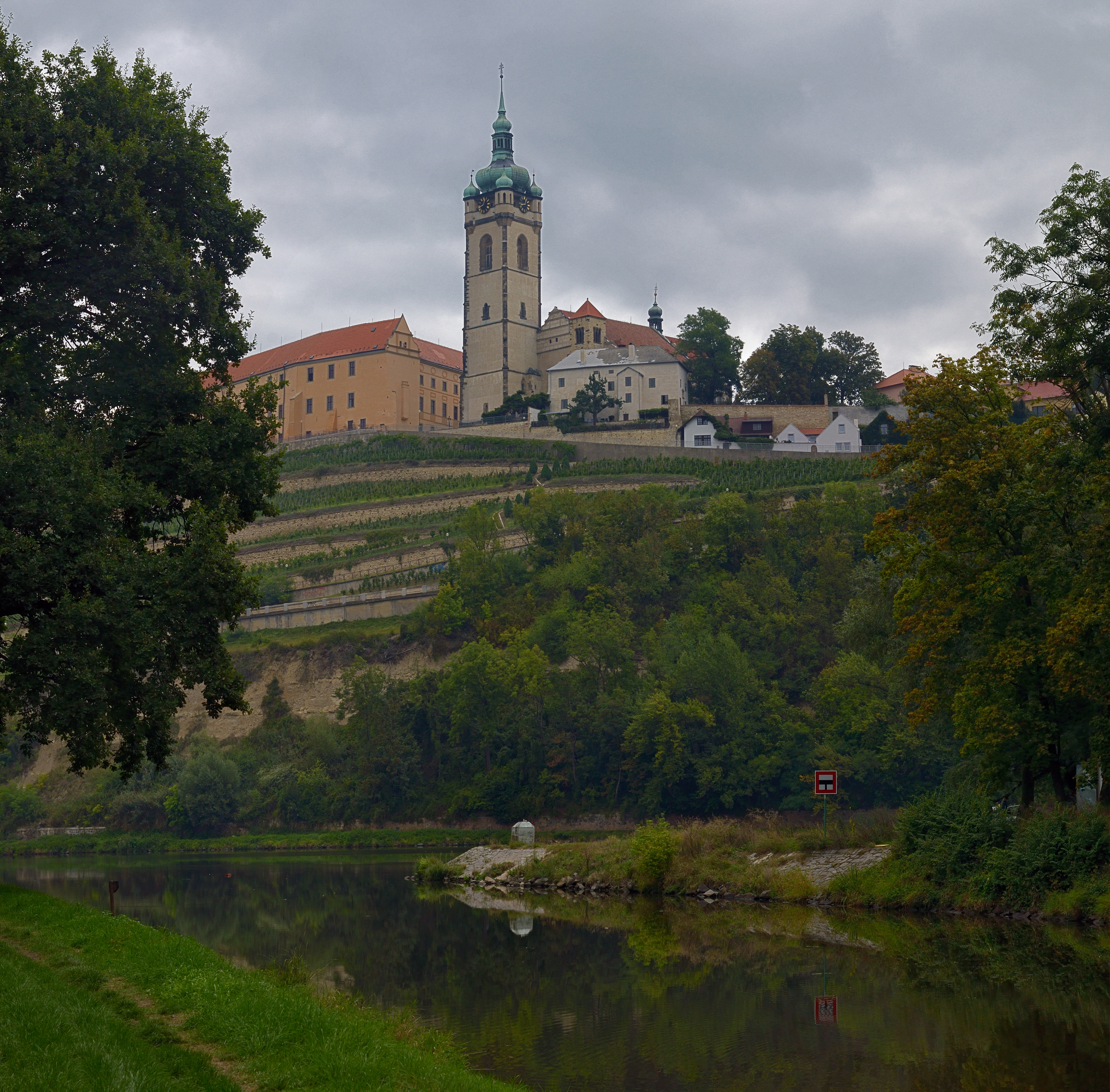
Mělníks slott ovanför Moldaus och Elbes sammanflöde.

Vltava (uttal: ['vəltava]) eller Moldau (det tyska namnet) är en flod i Böhmen i Tjeckien. Den är biflod till Elbe.
Avrinningsområdet är 28 090 km² och medelflödet vid mynningen i Elbe 150 m³/s. Vltavas längd är 431 km. Vid sammanflödet med Elbe är Vltava den mäktigare, men eftersom den mynnar i rät vinkel mot Elbes flöde har den ändå uppfattats som biflod. Vltava rinner upp i Prameny Vltavy söder om orten Kvilda. 
Både det tjeckiska namnet Vltava och det tyska namnet Moldau tros ursprungligen komma från forngermanska *wilt ahwa ("vilt vatten", motsvarande det moderna svenska "Vildån").
Vltava har givits en målande musikalisk beskrivning i Bedřich Smetanas cykel av symfoniska dikter Má vlast (Mitt fädernesland).